# Terrorisme en 1961

## Événements

### Juin
- 18 juin, France : déraillement du train Strasbourg-Paris, dû l'explosion d'une bombe posée sous les rails à la hauteur de Vitry-le-François, faisant vingt-huit morts et cent soixante-dix blessés. L'attentat est revendiqué par l'OAS, mais ne sera officiellement considéré comme tel qu'en 1966[1],[2].